# Roger Lemerre
Roger Lemerre (Bricquebec, Francuska, 18. lipnja 1941.) je francuski nogometni trener te bivši nogometaš i nacionalni reprezentativac. Tijekom svoje trenerske karijere bio je izbornik Francuske, Tunisa i Maroka.

## Karijera

### Igračka karijera
U svojoj igračkoj karijeri dugoj 14 godina, Lemerre je nastupao za Sedan (s kojim je 1965. izgubio u finalu kupa), Nantes, Nancy i Lens. U razdoblju između 1968. i 1971. Roger Lemerre je prikupio šest nastupa za francusku reprezentaciju.

### Trenerska karijera
Od 1975. do 1978. Lemerre je vodio Red Star nakon čega se vraća u Lens u kojem je prekinuo igračku karijeru i koji je vodio jednu sezonu. Nakon toga Lemerre dvije godine vodi Paris FC a poslije također dvije godine Strasbourg. Sezonu 1983./84. Lemerre je proveo u Tunisu gdje je trenirao Espérance Sportive de Tunis. Povratkom u Francusku ponovo preuzima Red Star.
Nakon toga Roger Lemerre je deset godina (1986. – 1996.) vodio francusku vojnu reprezentaciju s kojom je osvojio Svjetsko prvenstvo 1995.
1997. Lemerre pred kraj sezone nakratko preuzima Lens kojeg spašava od ispadanja iz prve lige.
Sljedeće godine Roger Lemerre postaje asistent francuskom izborniku Aimé Jacquetu a Tricolori te godine osvajaju svjetski naslov na domaćem terenu. Nakon Jacquetove ostavke po završetku turnira, Lemerre preuzima kormilo reprezentacije s kojom nastavlja odličan niz, dodavši svjetskom i europski naslov na EURO 2000.
Nakon što Francuska na Svjetskom prvenstvu 2002. nije uspjela proći skupinu s dva poraza i jednim neriješenim, Lemerre je smijenjen od strane francuskog nogometnog saveza.
S druge strane, tuniški nogometni savez je uskoro angažirao Lemmerea kao novog nacionalnog selektora. Tako ih je Roger predvodio do osvajanja Afričkog kupa nacija 2004. te u kvalifikacijama za Svjetsko prvenstvo 2006. kao i samome turniru. Lemerre je otpušten u veljači 2008. nakon što je Tunis iste godine izgubio u četvrtfinalu Afričkog kupa nacija.
Izbornikom Maroka, Lemerre je imenovan u svibnju 2008. a reprezentaciju je preuzeo nakon mjesec dana. Otpušten je 9. srpnja 2009. nakon razočaravajućih rezultata. Tijekom vođenja marokanske reprezentacije, Lemerre je uvijek bio na distanci od novinara te je odbijao davati informacije dok je reprezentativcima zabranio da daju intervjue tijekom kritičnog perioda kvalifikacijskog ciklusa za SP 2010. Neke marokanske novine (Almountakhab) su ga opisale kao neprijatelja tiska. Također, Lemerre je zabranio marokanskim navijačima da dođu pogledati svoju nacionalnu momčad u Chantieru, pokraj Pariza. Zbog toga su navijači ouči priprema za sljedeću kvalifikacijsku utakmicu uputili prosvjedno pismo marokanskom nogometnom savezu.
Zbog toga su nacionalni savez i Roger Lemerre sporazumno prekinuli suradnju te nisu dane dodatne informacije o iznosu koji je isplaćen Lemerreu kao odšteta za prijevremeni raskid ugovora.
18. prosinca 2009. Lemerre je potpisao šestomjesečni ugovor za turski Ankaragücü koji je imao i stavku za mogućnost njegovog produljenja. Za njegovog zamjenika je postavljen bivši turski reprezentativac Ümit Özat. U svibnju 2010. Lemerre je otpušten iz kluba bez obzira na činjenicu da je spasio klub od vjerojatnog ispadanja u niži rang. Naime, Francuzu nije produžen ugovor a novim trenerom je postao njegov dotadašnji asistent Ümit Özat.
Neki izvještaji iz turskih medija su naveli da je Lemerre izgledao umorno, tromo i bez inspiracije te se nije mogao nositi sa svakodnevnim pritiskom tijekom treniranja momčadi.

## Osvojeni trofeji

### Reprezentativni trofeji
| Trofej                                  | Godina    |
| Francuska                               | Francuska |
| --------------------------------------- | --------- |
| Zlato na Svjetskom vojnom prvenstvu 96' | 1996.     |
| Zlato na EP-u 00'                       | 2000.     |
| Zlato na Kupu konfederacija 01'         | 2001.     |
| Tunis                                   |           |
| Zlato na Afričkom kupu nacija 04'       | 2004.     |

## Vanjske poveznice
- Lemerreov igrački profil na FFF.fr  Arhivirana inačica izvorne stranice od 24. studenoga 2006. (Wayback Machine)
- Lemerreov trenerski profil na FFF.fr  Arhivirana inačica izvorne stranice od 10. prosinca 2006. (Wayback Machine)